# Sargis Pitsak
Sargis Pitsak, trascritto anche come Sarkis Pitzak (XIII secolo – XIV secolo), è stato un pittore, miniatore ed amanuense armeno.

## Biografia
All'inizio del XIV secolo le condizioni politiche e sociali del Regno armeno di Cilicia ripresero una certa stabilità, dopo il periodo travagliato del tardo XIII secolo,  quando guerre ed epidemie si susseguivano le une alle altre. Con il miglioramento delle condizioni di vita si crearono nuovi centri artistici nella capitale Sis, in altre città e nei monasteri di tutto il Paese.
L'amanuense, miniatore e pittore Sargis (Sergio) kahan (prete sposato) era figlio di Gregor (Gregorio) kahan, anche lui amanuense e pittore. Il nome è riportato per la prima volta nel 1301 dal padre, che affermava che un suo Vangelo fu copiato con l'aiuto di suo figlio Sargis, al quale augurava una lunga vita d'artista. Il desiderio di suo padre, probabilmente suo insegnante, fu esaudito; in quanto sappiamo che Sargis era ancora  attivo come artista anche cinquant'anni dopo.
Possono essere state la sua diligenza e la sua produttività ad avergli fatto attribuire il singolare pseudonimo di "Pitsak" (Ape). Ma una leggenda, probabilmente creata per mettere in risalto il suo particolare talento, spiega l'origine del soprannome. Si racconta che un giorno, mentre stava dipingendo dei fiori, un'ape entrò nella stanza volando dalla finestra e si posò sui fiori. I presenti cercarono di allontanarla, finché non si accorsero che l'ape sui fiori che tanto li impauriva era stata anch'essa dipinta dall'artista.  
Sargis illustrò vari tipi di manoscritti. Oltre a Vangeli e Bibbie si pensa avesse dipinto un Salterio e un Rituale. Le sue preferenze andavano all'Innario popolare. Tuttavia illustrò anche un Sinassario nel 1348 e una serie di Assise di Antiochia nel 1311. Svolse la sua attività per vari committenti, tra i quali il re Leone V d'Armenia. Dipinse tre autoritratti in tre diversi periodi della sua vita. 
Uno dei più ricchi manoscritti da lui dipinti, il Vangelo del 1346, copiato dall'amanuense Nerses, fu dedicato alla regina Marian. L'iconografia degli episodi è tradizionale, e la composizione piuttosto compressa secondo lo stile speciale dell'artista. Nella maggior parte delle miniature Sargis incluse la regina incoronata, che a volte prende parte attiva alla scena. La Deposizione dalla Croce è divisa in due compartimenti colorati diversamente. Giuseppe di Arimatea regge il corpo di Cristo mentre sale su una scala colorata; la regina Marian è in ginocchio in un compartimento separato sulla destra. Questo è uno dei pannelli in cui Sargis Pitsak scrisse il suo nome.  
Ultimò nel 1320 l'illustrazione del Vangelo degli otto pittori (Matenadaran Ms. 7651), come attestato dal vescovo Stefano di Sebaste.
I manoscritti miniati prodotti da Sargis nel corso della sua lunga vita furono molti. I circa 33 manoscritti che ci sono rimasti rendono Pitsak l'artista armeno del Medioevo meglio documentato. La situazione politica della Cilicia durante il terzo quarto del XIV secolo si deteriorò nuovamente, per arrivare nel 1375 alla presa della capitale Sis da parte dell'esercito del sultano d'Egitto; di conseguenza non si crearono più nuove Scuole artistiche. Sargis Pitsak fu l'ultimo grande artista del Regno armeno di Cilicia.
Egli è tuttora considerato un pittore di grande abilità. Godette di grande prestigio da parte dei miniaturisti della Scuola di Vaspurakan del XV e del XVI secolo. Si impose per la ricchezza ornamentale della sua pittura, più familiare e più accessibile agli artisti venuti dal popolo che non la ricerca e la finezza delle miniature del XIII secolo. Pittore piuttosto freddo, non tenne conto di tutte le novità introdotte nella miniatura da Toros Roslin e dai suoi successori. Tuttavia i pittori armeni moderni come Arshile Gorky e Minas Avetissian tennero conto di queste lezioni di pittura, tanto di quelle di Toros Roslin quanto di quelle di Sargis Pitsak, e se ne ispirarono secondo le loro tradizioni nazionali che essi reinventarono.